# Roger Gual
Roger Gual (Barcelona, 12 de noviembre de 1973) es un director, y guionista de cine español. Premio Goya a la mejor dirección novel del año 2002 por la película Smoking Room.

## Biografía
Estudia Diseño gráfico en la escuela Elisava de Barcelona y comienza dos carreras que nunca termina: Administración y Dirección de Empresas e Historia del Arte en la Universidad de Barcelona.
En 1998 se marcha a vivir a Nueva York, trabaja como freelance en publicidad y al mismo tiempo estudia cine. Un año después se marcha a Cuba, donde asiste a un taller de guion y realización en la Escuela Internacional de San Antonio de los Baños.
En junio de 2002, y después de autofinanciársela, estrena la película Smoking Room. El largometraje fue premiado en la 5.ª edición del Festival de Cine Español de Málaga con el premio al mejor guion, a la mejor interpretación conjunta y el premio especial del jurado. También recibió una mención especial del jurado en el Festival Internacional de Cine de Karlovy Vary y una nominación al Premio Fassbinder en los premios de la European Film Academy, además del Premio Goya a la mejor dirección novel de 2002.
En julio del 2003, dirige y estrena la obra de teatro La pata negra con Vicenta N'Dongo para el Festival Grec de Barcelona y el Mercado de las Flores. Y en 2004 coescribe y codirige un espectáculo llamado Montando pollos con el clown Jango Edwards para el Forum de las Culturas de Barcelona.
En 2005 escribe (con Javier Calvo Perales) y dirige su segundo largometraje, esta vez en solitario, llamado Remake y que se estrenó en las salas el 21 de abril de 2006.
En 2013 escribe (nuevamente con Javier Calvo Perales, a partir de una idea original de Silvia González Laa) y dirige su tercer largometraje, segundo en solitario, llamado Menú degustación, que se estrenó en las salas el 14 de junio de 2013.
En octubre de 2016 estrena, para la plataforma Netflix, la película 7 años, con Paco León, Juana Acosta y Àlex Brendemühl.
En 2021 estrena la miniserie documental Ruiz-Mateos: el primer fenómeno viral para RTVE, época en la que trabaja como director de varias series de Netflix como Las chicas del cable (2017-2019), El desorden que dejas (2020), Fanático (2022) o Élite (2023).

### Vida personal
Desde 2011 mantiene una relación sentimental con la actriz y presentadora Marta Torné, con quien contrajo matrimonio el 6 de junio de 2015.

## Filmografía

### Cine
| Año  | Título           | Notas                             |
| ---- | ---------------- | --------------------------------- |
| 2002 | Smoking Room     | Director y guionista              |
| 2006 | Remake           | Director y guionista              |
| 2013 | Menú degustación | Director y guionista              |
| 2016 | 7 años           | Director (estrenada para Netflix) |

### Series de televisión
| Año         | Título                                | Notas                                         |
| ----------- | ------------------------------------- | --------------------------------------------- |
| 2012        | 64 postures                           | Director (1 episodio para TV3)                |
| 2017 - 2019 | Las chicas del cable                  | Director (9 episodios para Netflix)           |
| 2019        | Instinto                              | Director (3 episodios para Movistar+)         |
| 2020        | El desorden que dejas                 | Director (3 episodios para Netflix)           |
| 2021        | Ruiz-Mateos: el primer fenómeno viral | Director (Miniserie para RTVE)                |
| 2021        | Los espabilados                       | Director (7 episodios para Movistar+)         |
| 2022        | Fanático                              | Director (5 episodios para Netflix)           |
| 2022        | Marea alta                            | Director (5 episodios para TelevisaUnivision) |
| 2023        | Élite                                 | Director (2 episodios para Netflix)           |
| 2024        | Clanes                                | Director (7 episodios para Netflix)           |

### Cortometrajes
| Año  | Título | Notas                |
| ---- | ------ | -------------------- |
| 2011 | Hotel  | Director y guionista |

## Premios y nominaciones
| Año  | Premio                                              | Categoría                                    | Película         | Resultado |
| ---- | --------------------------------------------------- | -------------------------------------------- | ---------------- | --------- |
| 2002 | Premios de Cine de Barcelona                        | Mejor Director                               | Smoking Room     | Ganador   |
| 2002 | Premios Butaca                                      | Mejor película catalana                      | Smoking Room     | Nominado  |
| 2002 | Festival Internacional de Cine de Karlovy Vary      | Mención Especial                             | Smoking Room     | Ganador   |
| 2002 | Festival Internacional de Cine de Karlovy Vary      | Crystal Globe                                | Smoking Room     | Nominado  |
| 2002 | Premios del Cine Europeo                            | European Discovery of the Year               | Smoking Room     | Nominado  |
| 2002 | Festival de Málaga Cine en Español                  | Biznaga de Plata. Premio Especial del Jurado | Smoking Room     | Ganador   |
| 2003 | Premios ADIRCAE                                     | Best First Work                              | Smoking Room     | Ganador   |
| 2003 | Medallas del Círculo de Escritores Cinematográficos | Mejor Guion Original                         | Smoking Room     | Nominado  |
| 2003 | Medallas del Círculo de Escritores Cinematográficos | Premio Revelación                            | Smoking Room     | Ganador   |
| 2003 | Premios Goya                                        | Al mejor guion original                      | Smoking Room     | Nominado  |
| 2003 | Premios Goya                                        | Mejor director novel                         | Smoking Room     | Ganador   |
| 2006 | Premios Butaca                                      | Mejor película catalana                      | Remake           | Nominado  |
| 2006 | Festival Internacional de Cine de Mar del Plata     | Mejor película                               | Remake           | Nominado  |
| 2006 | Festival de Málaga Cine en Español                  |                                              | Remake           | Nominado  |
| 2013 | Hawaii International Film Festival                  | Mejor película                               | Menú degustación | Nominado  |